# Joseph Kaiser
Joseph Kaiser (14 de octubre de 1977, Quebec, Canadá) es un tenor lírico canadiense de destacada actuación internacional.
Graduado de Kent School en Kent, Connecticut fue ganador del segundo premio en el concurso Operalia en 2005, gran finalista en las audiciones del Metropolitan Opera de Nueva York y ganador del Elardo International Opera Competition
Ha participado en la película La flauta mágica de Kenneth Branagh sobre la ópera de Mozart y encarnó a Lensky en la producción de Eugene Onegin de Chaicovski en el Festival de Salzburgo dirigido por Daniel Barenboim.
Ha cantado en la Lyric Opera of Chicago el rol de Fausto de Gounod y otros, en Das Rheingold de Richard Wagner en Aix-en-Provence, Metropolitan Opera (Romeo y Julieta con Anna Netrebko dirigido por Plácido Domingo), Covent Garden (en Salomé de Richard Strauss) y la Ópera de Santa Fe en la ópera de Kaija Saariaho, Adriana Mater y en la producción de Broadway de La Boheme dirigida por  Baz Luhrmann